# Hörnåns naturreservat
Hörnåns naturreservat är ett naturreservat i Nordmalings kommun i Västerbottens län.
Området är naturskyddat sedan 2019 och är 357 hektar stort. Reservatet ligger mellan Vännäs och Hörnefors omkring Hörnån och två av dess biflöden och består av strandlövskogar och äldre grannaturskogar och lövträdsrika skogar.